# أثيرا (بيلا)

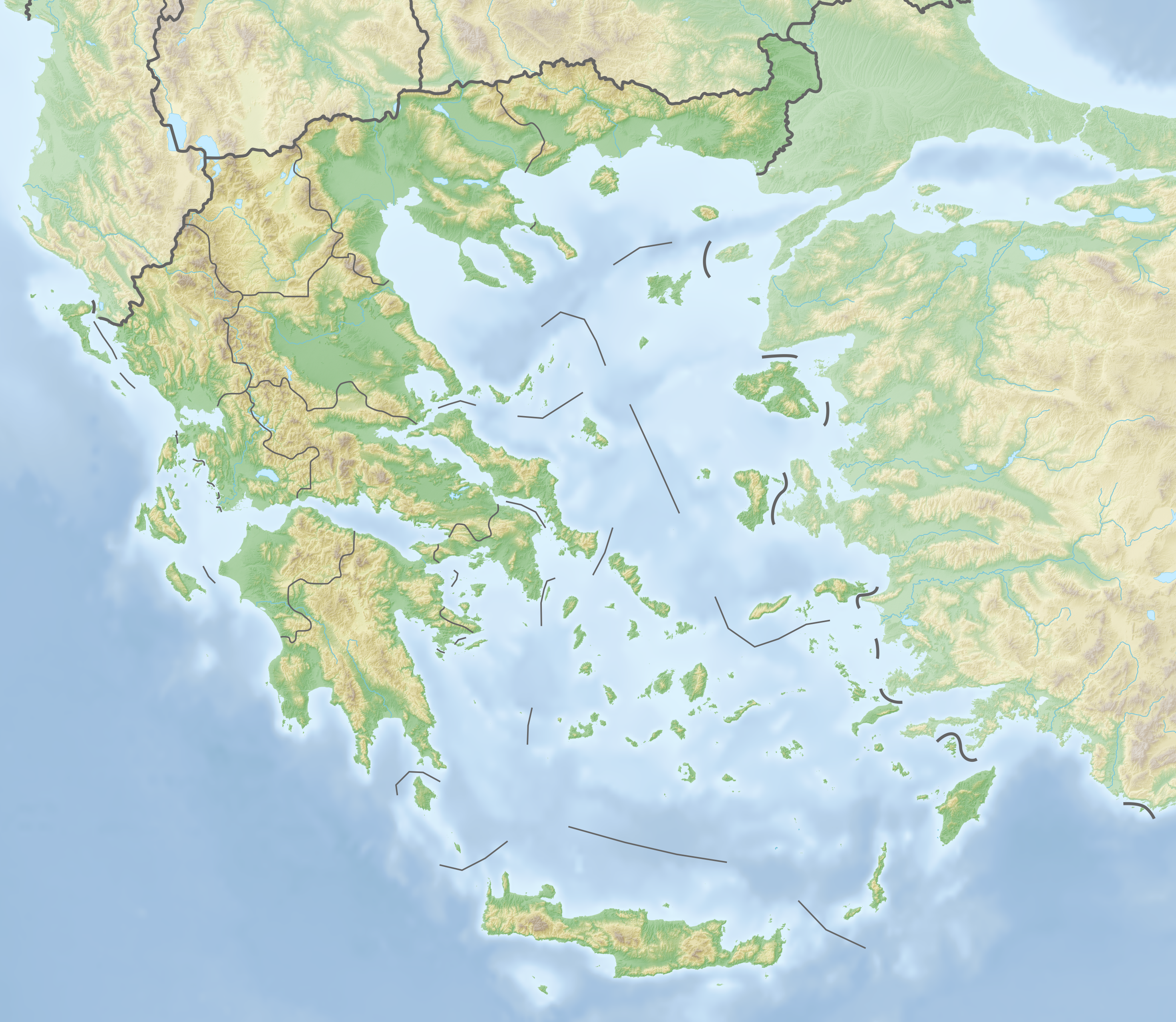

أثيرا (باليونانية: Άθυρα) هي مدينة في بيلا في مقاطعة فوريا إلادا في اليونان.
يبلغ عدد سكانها حوالي 1687 نسمة.